# Fabriciana astrifera
Fabriciana astrifera är en fjärilsart som beskrevs av Higgins 1965. Fabriciana astrifera ingår i släktet Fabriciana och familjen praktfjärilar. Inga underarter finns listade i Catalogue of Life.